# Sven Thalmann
Sven Oliver Thalmann (* 21. August 1999) ist ein Schweizer Triathlet. Er wird geführt in der Bestenliste Schweizer Triathleten auf der Ironman-Distanz.

## Werdegang
Sven Thalmann wurde 2018 Dritter bei der Schweizer Junioren-Meisterschaft auf der Triathlon-Sprintdistanz.
Er absolvierte im Sommer 2021 in Österreich seine erste Triathlon-Mitteldistanz und der starke Schwimmer belegte bei der Challenge Walchsee-Kaiserwinkl den fünften Rang.
Im Juli 2024 gewann er in Frankreich mit neuem Streckenrekord die Challenge Cagnes-sur-Mer.

Im Oktober startete Sven Thalmann in Barcelona bei seinem ersten Ironman – mit der schnellsten Debüt-Zeit weltweit (Stand Oktober 2024) und der aktuell anerkannten Schweizer Rekordzeit für die Triathlon-Langdistanz (3,86 km Schwimmen, 180,2 km Radfahren und 42,195 km Laufen) belegte er den fünften Rang.
Sven Thalmann wird trainiert von Wout Driever. Er ist Student an der Universität Zürich in Banking and Finance im Bachelor und lebt in Aarau.

## Sportliche Erfolge
| Datum/Jahr   | Rang | Wettbewerb                                                 | Austragungsort | Zeit       | Bemerkung                                                |
| ------------ | ---- | ---------------------------------------------------------- | -------------- | ---------- | -------------------------------------------------------- |
| 5. Aug. 2018 | 3    | Schweizer Meisterschaften Junioren Triathlon Sprintdistanz | Nyon           | 01:02:44   | Schweizer Junioren-Meisterschaft Triathlon Sprintdistanz |
| 8. Juli 2018 | 4    | Sempachersee-Triathlon                                     | Nottwil        | 01:02.42,9 | 750 m Schwimmen, 20 km Radfahren und 5 km Laufen         |

| Datum/Jahr    | Rang | Wettbewerb                     | Austragungsort | Zeit     | Bemerkung                             |
| ------------- | ---- | ------------------------------ | -------------- | -------- | ------------------------------------- |
| 6. Okt. 2024  | 5    | Ironman Barcelona              | Calella        | 07:40:13 | erster Start auf der Ironman-Distanz  |
| 29. Juli 2024 | 1    | Challenge Cagnes-sur-Mer       | Cagnes-sur-Mer | 03:58:53 | Streckenrekord                        |
| 24. Sep. 2023 | 5    | Challenge Sanremo              | Sanremo        | 04:19:10 | hinter dem Deutschen Maximilian Sperl |
| 2. Juli 2023  | 5    | Challenge Walchsee-Kaiserwinkl | Walchsee       | 03:47:34 | [ 4 ]                                 |

(DNF – Did Not Finish)